# 28 octobre en sport
28 septembre 28 novembre
Chronologies thématiques
- Croisades
- Ferroviaires
- Disney

Le 28 octobre (301e jour de l'année ou 302e en cas d'année bissextile) en sport.

## Événements

### XXesièclede1901à1950
- 1923 :
  - (Sport automobile) : Grand Prix automobile d'Espagne.

### XXesièclede1951à2000
- 1951 :
  - (Sport automobile) : après sa victoire lors du GP d'Espagne, sur le Circuit de Pedralbes, situé dans la ville de Barcelone, l'Argentin Juan Manuel Fangio remporte le Championnat du monde de Formule 1, le premier de ses cinq titres de champion du monde au volant d'une Alfa Romeo.

### XXIesiècle
- 2018 :
  - (Compétition automobile /Formule 1) : le Britannique Lewis Hamilton est sacré champion du monde de Formule 1 pour la 5e fois, devenant l'égal de l'Argentin Juan Manuel Fangio en terminant 4e du Grand Prix automobile du Mexique et avec 358 points, il ne peut plus être rejoint. La course est remportée par le Néerlandais Max Verstappen devant l'Allemand Sebastian Vettel et le Finlandais Kimi Räikkönen.
- 2020 :
  - (Cyclisme sur route /Tour d'Espagne) : sur la 8e étape du Tour d'Espagne qui se déroule de Logroño à Hornos de Moncalvillo, sur une distance de 164 km, victoire du Slovène Primož Roglič. L'Équatorien Richard Carapaz conserve le maillot rouge.
- 2023 :
  - (Rugby à XV /Mondial) : l'Afrique du Sud conserve son titre de champion du monde en battant en finale les Néo-Zélandais 12-11.
- 2024 :
  - (Football / Ballon d'or) : lors de la  68e édition, le milieu de terrain espagnol Rodri remporte le Ballon d'or devançant le Brésilien Vinícius Júnior. Chez les femmes, le trophée est remporté pour la deuxième année consécutive par l'Espagnole Aitana Bonmatí.

## Naissances

### XIXesiècle
- 1860 : 
  - Jigorō Kanō, japonais. Inventeur du judo. († 4 mai 1938).
- 1865 :
  - Arthur Wharton, footballeur anglais. († 13 décembre 1930).
- 1868 : 
  - James Connolly, athlète de sauts américain. Champion olympique du triple saut, médaillé d'argent du saut en hauteur et médaillé de bronze du saut en longueur aux Jeux d'Athènes 1896 puis médaillé d'argent du triple saut aux Jeux de Paris 1900. († 20 janvier 1957).
- 1876 :
  - Marius Barbarou, pilote de course automobile français. († 8 décembre 1956).
- 1886 : 
  - Frans de Bruijn Kops, footballeur néerlandais. Médaillé de bronze aux Jeux de Londres 1908. (3 sélections en équipe nationale). († 22 janvier 1979).

### XXesièclede1901à1950
- 1904 : 
  - Giulio Gaudini, fleurettiste et sabreur italien. Champion olympique par équipes et médaillé de bronze en individuel au fleuret aux Jeux d'Amsterdam 1928. Médaillé d'argent du sabre en individuel et par équipes, du fleuret par équipes et médaillé de bronze du fleuret en individuel aux Jeux de Los Angeles 1932. Champion olympique en individuel et par équipes du fleuret, et médaillé d'argent par équipe du sabre aux Jeux de Berlin 1936. († 6 janvier 1948).
- 1907 :
  - Tommy Hampson, athlète de demi-fond britannique. Champion olympique du 800 m aux Jeux de Los Angeles 1932. († 4 septembre 1965).
- 1910 : 
  - Marie Dollinger, athlète de sprint et de demi-fond allemande. († 10 août 1995).
- 1919 :
  - Walt Hansgen, pilote de course automobile américain. († 7 avril 1966).
  - Hans Klenk, pilote de course automobile allemand. († 24 mars 2009).
- 1922 : 
  - Ernest Vaast, footballeur puis entraîneur français. (15 sélections en équipe de France). († 10 avril 2011).
  - Butch van Breda Kolff, basketteur américain. († 22 août 2007).
- 1924 : 
  - Antonio Creus, pilote de course automobile espagnol. († 19 février 1996).
- 1926 : 
  - Bowie Kuhn, commissaire du baseball de 1969 à 1984 américain. († 15 mars 2007).
- 1930 : 
  - Bernie Ecclestone, pilote de courses automobile puis directeur d'écurie britannique.
  - Svatopluk Pluskal, footballeur et ensuite entraîneur tchécoslovaque puis tchèque. (56 sélections avec l'équipe de Tchécoslovaquie). († 29 mai 2005).
- 1933 : 
  - Garrincha, footballeur brésilien. Champion du monde de football 1958 et 1962. (50 sélections en équipe nationale). († 20 janvier 1983).
- 1934 : 
  - Julio Jiménez, cycliste sur route espagnol. († 8 juin 2022).
- 1935 :
  - Petko Lazarov, basketteur bulgare.
- 1937 :
  - Lenny Wilkens, basketteur puis entraîneur américain. Entraîneur de l'équipe des États-Unis, championne olympique aux Jeux de Barcelone 1992 puis aux Jeux d'Atlanta 1996.
- 1939 : 
  - Miroslav Cerar, gymnaste yougoslave puis slovène. Champion olympique du cheval d'arçons et médaillé de bronze de la barre fixe aux Jeux de Tokyo 1964 puis champion olympique du cheval d'arçons aux Jeux de Mexico 1968. Champion du monde de gymnastique artistique du cheval d'arçons et des barres parallèles 1962 puis champion du monde de gymnastique artistique du cheval d'arçons 1966 et 1970. Champion d'Europe de gymnastique artistique du concours général individuel, du cheval d'arçons, des anneaux et des barres parallèles 1961, champion d'Europe de gymnastique artistique du concours général individuel, du cheval d'arçons, des anneaux et de la barre fixe 1963, champion d'Europe de gymnastique artistique des barres parallèles 1965 et champion d'Europe de gymnastique artistique du cheval d'arçons 1969.
- 1941 :
  - Gérard Hausser, footballeur puis dirigeant sportif français. (14 sélections en équipe de France).
- 1942 : 
  - Abdelkader Fréha, footballeur algérien. (9 sélections en équipe nationale). († 1er octobre 2012).
- 1943 :
  - Jimmy McRae, pilote de rallye automobile britannique.
- 1946 : 
  - Wim Jansen, footballeur puis entraîneur néerlandais. Vainqueur de la Coupe des clubs champions 1970 et de la Coupe UEFA 1974. (65 sélections en équipe nationale) († 25 janvier 2022).
- 1947 : 
  - Henri Michel, footballeur puis entraîneur et consultant TV français. (58 sélections en équipe de France). Sélectionneur de l'équipe de France championne olympique aux Jeux de Los Angeles. Sélectionneur de l'équipe de France de 1984 à 1988, de l'équipe du Cameroun en 1994, de l'équipe du Maroc de 1995 à 2000 et de 2007 à 2008, de l'équipe des Émirats arabes unis de 2000 à 2001, de l'équipe de Tunisie de 2001 à 2002, de l'équipe de Côte d'Ivoire de 2004 à 2006, de l'équipe de Guinée équatoriale de 2010 à 2011 et de l'équipe du Kenya en 2012. († 24 avril 2018).
- 1949 : 
  - Bruce Jenner, athlète d'épreuves combinées américain. Champion olympique du décathlon aux Jeux de Montréal 1976.
- 1950 :
  - Ludo Delcroix, cycliste sur route belge.

### XXesièclede1951à2000
- 1951 :
  - Charles Orlanducci, footballeur puis dirigeant sportif français. (1 sélection en équipe de France).
- 1953 :
  - Pierre Boivin, dirigeant de hockey sur glace canadien. Président des Canadiens de Montréal.
  - Phil Dwyer, 68 ans, footballeur gallois. (10 sélections en équipe nationale). († 30 novembre 2021).
- 1956 :
  - Franky Vercauteren, footballeur puis entraîneur belge. Vainqueur de la Coupe d'Europe des vainqueurs de coupe 1976 et 1978 puis de la Coupe UEFA 1983. (63 sélections en équipe nationale). Sélectionneur de l'équipe de Belgique en 2009.
- 1957 :
  - Florence Arthaud, navigatrice française. Victorieuse de la Route du Rhum 1990. († 9 mars 2015).
- 1959 :
  - Randy Wittman, basketteur puis entraîneur américain.
- 1962 :
  - Erik Thorstvedt, footballeur norvégien. (97 sélections en équipe nationale).
- 1963 :
  - Kevin Dineen, dirigeant de hockey sur glace canadien.
  - Christian Plaziat, athlète d'épreuves combinées français. Champion d'Europe d'athlétisme du décathlon 1990.
- 1965 :
  - Joan Montes, basketteur espagnol.
  - Franck Sauzée, footballeur puis entraîneur et consultant TV français. Vainqueur de la Ligue des champions 1993. (39 sélections en équipe de France).
- 1966 :
  - Steve Atwater, joueur de foot U.S. américain.
- 1968 :
  - Marc Lièvremont, joueur de rugby à XV puis entraîneur français. Vainqueur du Grand Chelem 1998 et 2010. (25 sélections en équipe de France). Sélectionneur de l'équipe de France de 2007 à 2011.
  - François Simon, cycliste sur route français.
- 1972 :
  - Terrell Davis, joueur de foot U.S. américain.
- 1973 :
  - Amal McCaskill, basketteur américain.
  - Aleksandar Stanojević, footballeur puis entraîneur serbe.
- 1974 :
  - Braden Looper, joueur de baseball américain.
  - Dejan Stefanović, footballeur serbe. (20 sélections en équipe nationale).
- 1976 :
  - Keiron Cunningham, joueur de rugby à XIII gallois. (23 sélections en équipe nationale).
- 1979 :
  - Martin Škoula, hockeyeur sur glace tchèque.
- 1980 :
  - Alan Smith, footballeur anglais. (19 sélections en équipe nationale).
- 1981 :
  - Solomon Andargachew, footballeur éthiopien.
  - Milan Baroš, footballeur tchèque. Vainqueur de la Ligue des champions 2005. (93 sélections en équipe nationale).
  - Nate McLouth, joueur de baseball américain.
- 1982 :
  - Jeremy Bonderman, joueur de baseball américain.
  - Anthony Lerew, joueur de baseball américain.
  - Jean Pascal, boxeur canadien et haïtien. Champion du monde poids mi-lourds de boxe de 2009 à 2011.
  - David Hawkins, basketteur américain.
- 1983 :
  - Julien Huvelin, rink hockeyeur français.
  - Jarrett Jack, basketteur américain.
  - Taras Mykhalyk, footballeur ukrainien. (34 sélections en équipe nationale).
- 1984 :
  - Matteo Cressoni, pilote de courses automobile italien.
  - Obafemi Martins, footballeur nigérian. (42 sélections en équipe nationale).
- 1985 :
  - Gaëtane Thiney, footballeuse française. (162 sélections en équipe de France).
- 1986 :
  - Kristina Sprehe, cavalière de dressage allemande. Médaillée d'argent du dressage par équipes aux Jeux de Londres 2012.
  - Josh Thole, joueur de baseball américain.
- 1987 :
  - Romain Genevois, footballeur franco-haïtien. (13 sélections avec l'équipe de Haïti.
  - Choi Na-yeon, golfeuse sud-coréenne. Victorieuse de l'US Open féminin 2012.
- 1988 :
  - Kévin Estre, pilote de course automobile d'endurance français.
  - Raphaël Lakafia, joueur de rugby à XV français. Vainqueur du Challenge européen 2017. (5 sélections en équipe de France).
  - Maroi Mezien, lutteuse tunisienne. Championne d'Afrique de lutte des -48 kg 2014, médaillée d'argent des -48 kg 2015, médaillée de bronze des -53 kg 2016, championne d'Afrique de lutte des - 53 kg 2017 et médaillée d'argent des -53 kg 2018.
  - Gary McGhee, basketteur américain.
  - John Roberson, basketteur américain.
  - Nassira Traoré, basketteuse malienne. (71 sélections en équipe nationale).
  - Kim Un-guk, haltérophile nord-coréen. Champion olympique des -62 kg aux Jeux de Londres 2012. Champion du monde d'haltérophilie des -62 kg 2010 et 2014.
- 1989 :
  - Camille Muffat, nageuse française. Championne olympique du 400 m nage libre, médaillée d'argent du 200 m nage libre puis médaillée de bronze du relais 4×200m aux Jeux de Londres 2012. († 9 mars 2015).
  - Kévin Théophile-Catherine, footballeur français.
- 1990 :
  - Baptiste Reynet, footballeur français.
- 1991 :
  - Marcos Acuña, footballeur argentin. Champion du monde de football 2022. Vainqueur de la Copa América 2021 et de la Ligue Europa 2023. (54 sélections en équipe nationale).
  - Warren Barguil, cycliste sur route français.
  - Lucy Bronze, footballeuse anglo-portugaise. Championne d'Europe féminin de football 2022. Victorieuse des Ligue des champions féminine 2018, 2019, 2020 et 2023. (113 sélections avec l'équipe d'Angleterre).
  - Victor Campenaerts, cycliste sur route belge.
- 1992 :
  - Dominez Burnett, basketteur américain.
- 1993:
  - Mamadou Gassama, handballeur espagnol.
  - Treveon Graham, basketteur américain.
  - Cheslin Kolbe, joueur de rugby à XV et à sept sud-africain. Médaillé de bronze aux Jeux de Rio 2016.  Champion du monde de rugby à XV 2019 et 2023. Vainqueur du The Rugby Championship 2019, ainsi que de la Coupe d'Europe 2021 et du Challenge européen 2023. (49 sélections avec l'équipe de rugby à sept et 29 avec celle de rugby à XV).
- 1994 :
  - Maro Itoje, joueur de rugby à XV anglais. Vainqueur du Grand Chelem 2016 et des Tournois 2017 et 2020 puis des Coupe d'Europe de rugby à XV 2016, 2017 et 2019. (74 sélections en équipe nationale).
- 1995 :
  - Glen Kamara, footballeur finlandais. (56 sélections en équipe nationale).
  - Vincent Koziello, footballeur français.
  - Callum Sheedy, joueur de rugby à XV anglais puis gallois. Vainqueur du Tournoi des Six Nations 2021 ainsi que du Challenge européen 2020. (16 sélections avec l'équipe du pays de Galles).
- 1997 :
  - Taylor Fritz, joueur de tennis américain.
- 1998 :
  - Lou Jeanmonnot, biathlète française. Médaillée de bronze du sprint aux Mondiaux 2024.
  - Perrine Laffont, skieuse acrobatique française. Championne olympique des bosses aux Jeux de Pyeongchang 2018. Championne du monde de ski acrobatique des bosses parallèles et médaillée d'argent des bosses 2017, championne du monde des bosses parallèles et médaillée de bronze des bosses 2019, championne du monde des bosses 2021 puis des bosses et des bosses parallèles 2023.
- 2000
  - Charles Bassey, basketteur américain.

### XXIesiècle
- 2001 :
  - Sonay Kartal, joueuse de tennis britannique.
  - Raimonds Krollis, footballeur letton. (39 sélections en équipe nationale).
  - Alex Laferriere, joueur de hockey sur glace américain.
  - Tessa Martinez, coureuse cycliste française spécialiste du BMX. Championne d'Europe du contre-la-montre par équipes et médaillée de bronze en individuel en 2021, vice-championne d'Europe du contre-la-montre par équipes en 2023.
- 2002 :
  - Olayinka Olajide, athlète nigériane.
- 2003 :
  - Alba Capell, joueuse de rugby à VII et à XV espagnole.
  - Tim Muggli, joueur de hockey sur glace suisse.
  - Luka Stojković, footballeur croate.
  - Salma Tammar, footballeuse marocaine.
- 2004 :
  - Seydou Sano, footballeur sénégalais. (1 sélection en équipe nationale).
- 2005 :
  - Artiom Levchounov, joueur de hockey sur glace biélorusse.
- 2006 :
  - Yanis Issoufou, footballeur franco-nigérien.
  - Robert Ramsak, footballeur allemand.
  - Naj Razi, footballeur irlandais.
  - Yoon Do-young, footballeur sud-coréen.

## Décès

### XIXesiècle
- 1834 : 
  - John C. Heenan, 39 ans, boxeur anglais. (° 2 mai 1834).

### XXesièclede1901à1950
- 1931 :
  - Léon Didier, 50 ans, cycliste sur piste français. (° 7 juillet 1881).
- 1949 : 
  - Marcel Cerdan, 33 ans, boxeur français. Champion du monde poids moyens de boxe de 1948 à 1949. (° 22 juillet 1916).

### XXesièclede1951à2000
- 1961 :
  - Bruce Stuart, 79 ans, hockeyeur sur glace canadien. (° 30 novembre 1881).
- 1968 : 
  - Konrad Johannesson, 72 ans, hockeyeur sur glace canadien. Champion olympique aux Jeux d'Anvers 1920. (° 10 août 1896).
- 1974 : 
  - Everaldo Marques da Silva, 30 ans, footballeur brésilien. Champion du monde de football 1970. (26 sélections en équipe nationale). (° 11 septembre 1944).
- 1975 : 
  - Georges Carpentier, 81 ans, boxeur français. Champion du monde poids mi-lourds de boxe de 1920 à 1922. (° 12 janvier 1894).
- 1989 : 
  - Laurent Di Lorto, 80 ans, footballeur français. (11 sélections en équipe de France). (° 1er janvier 1909).

### XXIesiècle
- 2003 :
  - Noël Sinibaldi, 83 ans, footballeur français. (° 10 janvier 1920).
- 2004 :
  - Jimmy McLarnin, 96 ans, boxeur canadien. Champion du monde poids welters de boxe du 29 mai 1933 au 28 mai 1934 puis du 17 septembre 1934 au 28 mai 1935. (° 19 décembre 1907).
- 2006 :
  - Red Auerbach, 89 ans, entraîneur de basket-ball américain. (° 20 septembre 1917).
  - Trevor Berbick, 52 ans, boxeur jamaïcain puis canadien. Champion du monde poids lourds de boxe du 22 mars 1986 au 22 novembre 1986. (° 1er août 1954).
- 2010 : 
  - Břetislav Dolejší, 82 ans, footballeur tchécoslovaque puis tchèque. (18 sélections avec l'équipe de Tchécoslovaquie). (° 26 septembre 1928).
- 2012 : 
  - André Berilhe, 80 ans, joueur de rugby à XV français. (° 17 avril 1932).
- 2017 :
  - Manuel Sanchís Martínez, 79 ans, footballeur espagnol. Vainqueur de la Coupe des clubs champions 1966. (11 sélections en équipe nationale). (° 26 mars 1938).